# Gavez
Gavez (serb. Гавез) ist ein Ort in der serbischen Opština Kruševac.
Der Ort hat 140 Einwohner (Zensus 2002).